# Robin Hodder
Mervyn Crossman, né le 1er octobre 1937 et mort le 19 mars 2006, est un joueur australien de hockey sur gazon. Il participe aux Jeux olympiques d'été de 1964 et remporte la médaille de bronze de la compétition.